# General Roca (Córdoba)
General Roca es una localidad situada en el departamento Marcos Juárez, provincia de Córdoba, Argentina.
Está compuesta por 2850 habitantes (Indec, 2022) y se encuentra situada sobre la RN 9 y sobre el ferrocarril de cargas General Mitre, en el sudeste cordobés, a 270 km de la Ciudad de Córdoba y a 10 km al oeste de Tortugas (Santa Fe), aproximadamente en ambos casos.
La principal actividad económica es la agricultura seguida por la ganadería, además y como se señaló antes, General Roca está situada en el límite con la provincia de Santa Fe, lo que convierte a la localidad en un lugar de paso para los camiones que se dirigen generalmente al puerto de Rosario.
Existen en el municipio 1346 viviendas.
La fiesta patronal es el 30 de agosto, en conmemoración y honor de Santa Rosa de Lima.

## Parroquia de la Iglesia católica en General Roca
| Diócesis  | Villa María        |
| --------- | ------------------ |
| Parroquia | Santa Rosa de Lima |